# Gran Canaria
Gran Canaria ist mit einer Fläche von 1560,1 km² nach Teneriffa und Fuerteventura die drittgrößte der Kanarischen Inseln, einer Autonomen Gemeinschaft Spaniens. Die annähernd kreisförmige Insel hat einen Durchmesser von etwa 50 Kilometern und eine Küstenlänge von rund 236 Kilometern. Gemessen an der Bevölkerung ist Gran Canaria nach Teneriffa die zweitgrößte Insel der Kanaren. Die Hauptstadt ist Las Palmas de Gran Canaria. Im Jahr 2024 hatte die Insel 863.943 Einwohner.

## Geografie

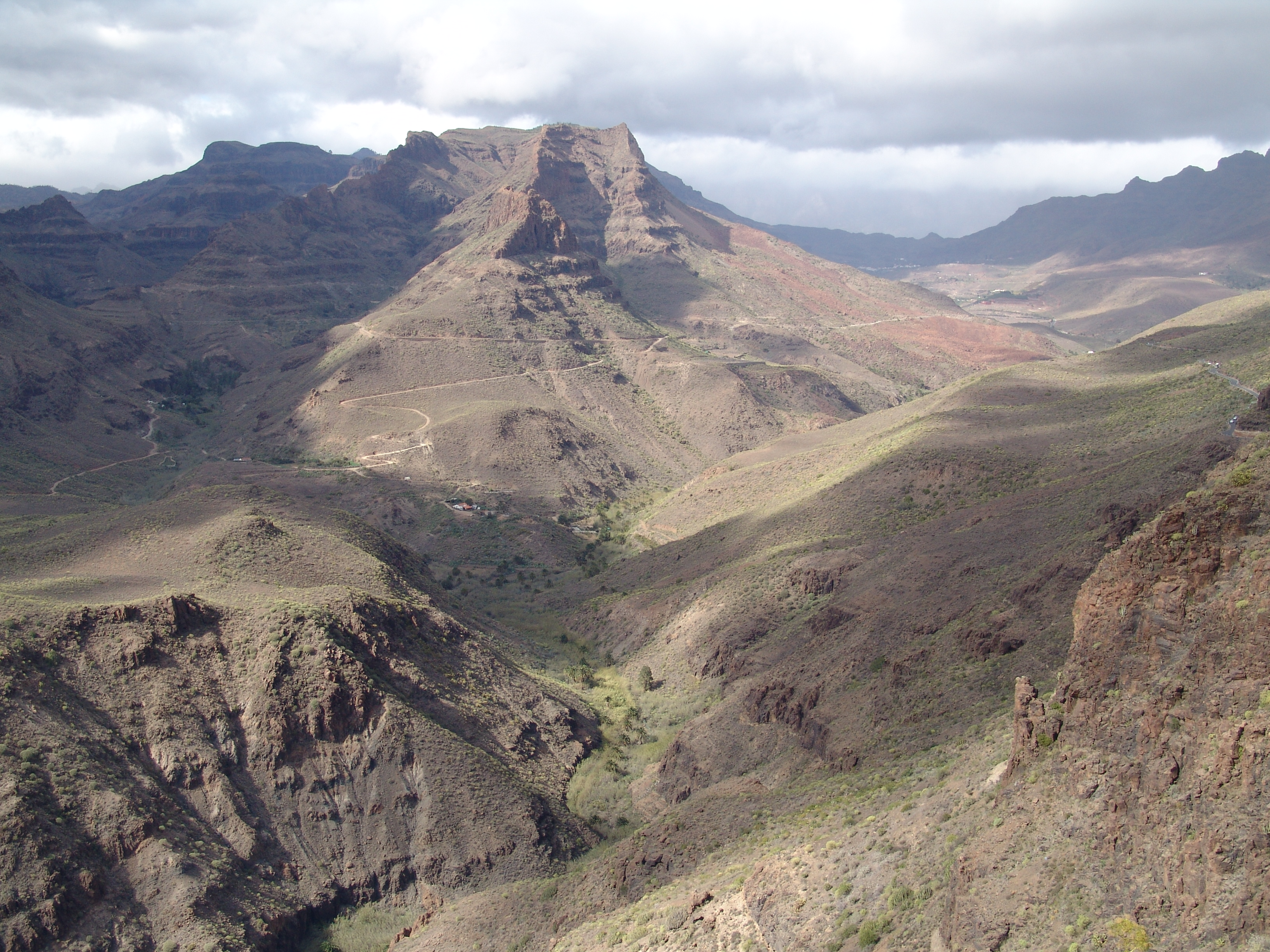
Ein Tal im Inselinnern

### Lage
Gran Canaria ist eine Insel des Kanarischen Archipels und liegt 210 Kilometer westlich vor der Küste Südmarokkos im Atlantischen Ozean, zwischen ihren größeren Nachbarinseln Teneriffa im Westen und Fuerteventura im Osten. Geografisch liegt die Insel in Afrika, politisch gehört sie zu Spanien.

### Beschaffenheit
Die Insel ist, wie der gesamte Archipel, vulkanischen Ursprungs. Die höchste Erhebung ist der 1956 Meter hohe Morro de la Agujereada. Wahrzeichen Gran Canarias ist der 1813 Meter hohe Roque Nublo. Obwohl die letzte Eruption auf der Insel etwa 2000 Jahre zurückliegt, sind die Vulkane im Norden Gran Canarias entgegen früheren Annahmen nach aktuellem Stand weiterhin aktiv.
Auf Grund ihrer klimatischen und geografischen Vielfalt sowie ihrer differenzierten Flora und Fauna wird Gran Canaria auch als „Miniaturkontinent“ beschrieben. Die Insel besitzt 14 Mikroklimazonen. Aus dem Bergland des Inselinnern führen viele Trockentäler, sogenannte Barrancos, bis an die Küste. Bei den seltenen Regenfällen, die dann aber recht ergiebig sein können, füllen sich die Barrancos zu teilweise reißenden Sturzbächen. In den bewohnten Gegenden wurden die Bachtäler deshalb ausgebaut und befestigt.

#### Bedrohung heimischer Echsenarten durch die Kalifornische Kettennatter
Die bei Terrarienbesitzern beliebte und wahrscheinlich ausgesetzte Kalifornische Kettennatter befindet sich seit spätestens 1998 auf Gran Canaria. Die invasive, eigentlich in Mexiko und im Südwesten der USA heimische Schlangenart bedroht die Reptilienfauna auf Gran Canaria enorm. Die kanarischen Umweltbehörden nahmen die Bedrohung einheimischen Wissenschaftlern zufolge bis ins Jahr 2007 nicht ernst, als auch Anwohner Alarm schlugen. Die für den Menschen ungefährliche Schlangenart verdrängte bereits 90 % der Gran-Canaria-Rieseneidechsen, 80 % des Gestreiften Kanarenskinks und die Hälfte der Gestreiften Kanarengeckos. Diese Zahlen beschränken sich auf die Gebiete, in denen sich die Kettennatter bereits ausbreitete, im Jahr 2017 wurden diesbezüglich Telde, Santa Brígida und Valsequillo genannt. Im Jahr 2012 wurden insbesondere auch von Anwohnern etwa 600 Exemplare der Schlange gefangen, im Jahr 2018 waren es bereits 1079.

### Klima
Gran Canaria liegt im Einflussbereich der Passatwinde, die auf der Nordhalbkugel von Nordosten herandrängen. Sie werden an den Inselbergen zum Aufsteigen gezwungen und sorgen an deren Nordhängen für zum Teil ergiebige Niederschläge, meist in Form von Nebel. Die Insel ist daher klimatisch in etwa zweigeteilt in den feuchteren Norden und den trockeneren Süden. Die Trockenheit der Südinsel kann durch den Einfluss trockener Winde aus der Sahara noch verstärkt werden, dieses als Calima bezeichnete Wetterphänomen reicht von kaum merklicher Temperaturerhöhung bis zu starken Winden mit Sand und einem Temperaturanstieg unter Tags bis zu 50 °C und in der Nacht bis zu 40 °C.
|                       | Jan  | Feb  | Mär  | Apr  | Mai  | Jun  | Jul  | Aug  | Sep  | Okt  | Nov  | Dez  |   |      |
| Mittl. Tagesmax. (°C) | 20,4 | 20,5 | 21,0 | 21,5 | 22,3 | 23,6 | 24,8 | 26,0 | 26,4 | 25,5 | 23,5 | 21,5 | ⌀ | 23,1 |
| Mittl. Tagesmin. (°C) | 16,4 | 16,3 | 16,7 | 17,2 | 18,3 | 19,6 | 21,0 | 22,0 | 22,2 | 21,3 | 19,4 | 17,4 | ⌀ | 19   |
|                       |      |      |      |      |      |      |      |      |      |      |      |      |   |      |
| Niederschlag (mm)     | 15   | 20   | 11   | 6    | 3    | 1    | 0    | 0    | 5    | 9    | 20   | 21   | Σ | 111  |
|                       |      |      |      |      |      |      |      |      |      |      |      |      |   |      |
| Sonnenstunden (h/d)   | 6,0  | 6,6  | 6,8  | 7,5  | 8,3  | 9,0  | 9,5  | 9,3  | 7,7  | 6,9  | 6,1  | 5,8  | ⌀ | 7,5  |
|                       |      |      |      |      |      |      |      |      |      |      |      |      |   |      |
| Regentage (d)         | 4    | 3    | 3    | 2    | 1    | 0    | 0    | 0    | 1    | 3    | 4    | 5    | Σ | 26   |
|                       |      |      |      |      |      |      |      |      |      |      |      |      |   |      |
| Wassertemperatur (°C) | 19   | 18   | 18   | 18   | 19   | 20   | 21   | 22   | 23   | 23   | 21   | 20   | ⌀ | 20,2 |
|                       |      |      |      |      |      |      |      |      |      |      |      |      |   |      |
| Luftfeuchtigkeit (%)  | 72   | 73   | 70   | 69   | 71   | 72   | 76   | 76   | 76   | 75   | 73   | 72   | ⌀ | 72,9 |

| 16,4 |

| 16,3 |

| 16,7 |

| 17,2 |

| 18,3 |

| 19,6 |

| 21,0 |

| 22,0 |

| 22,2 |

| 21,3 |

| 19,4 |

| 17,4 |

| 16,4 |

| 16,3 |

| 16,7 |

| 17,2 |

| 18,3 |

| 19,6 |

| 21,0 |

| 22,0 |

| 22,2 |

| 21,3 |

| 19,4 |

| 17,4 |

Wie alle Kanarischen Inseln ist auch Gran Canaria von der globalen Erwärmung stark betroffen. Dies ergibt sich durch die besonderen Auswirkungen der Klimakrise auf Inselterritorien. Auf den Kanarischen Inseln geht dies mit einer Veränderung der Passatwinde, einem Anstieg des Meeresspiegels und der Wassertemperatur, der Gefahr einer Tropenbildung, längeren Trockenperioden, Dunst, aber auch intensiveren Niederschlägen einher. Vermehrte Dürren bereiten dabei den Nährboden für Waldbrände.

### Vegetation

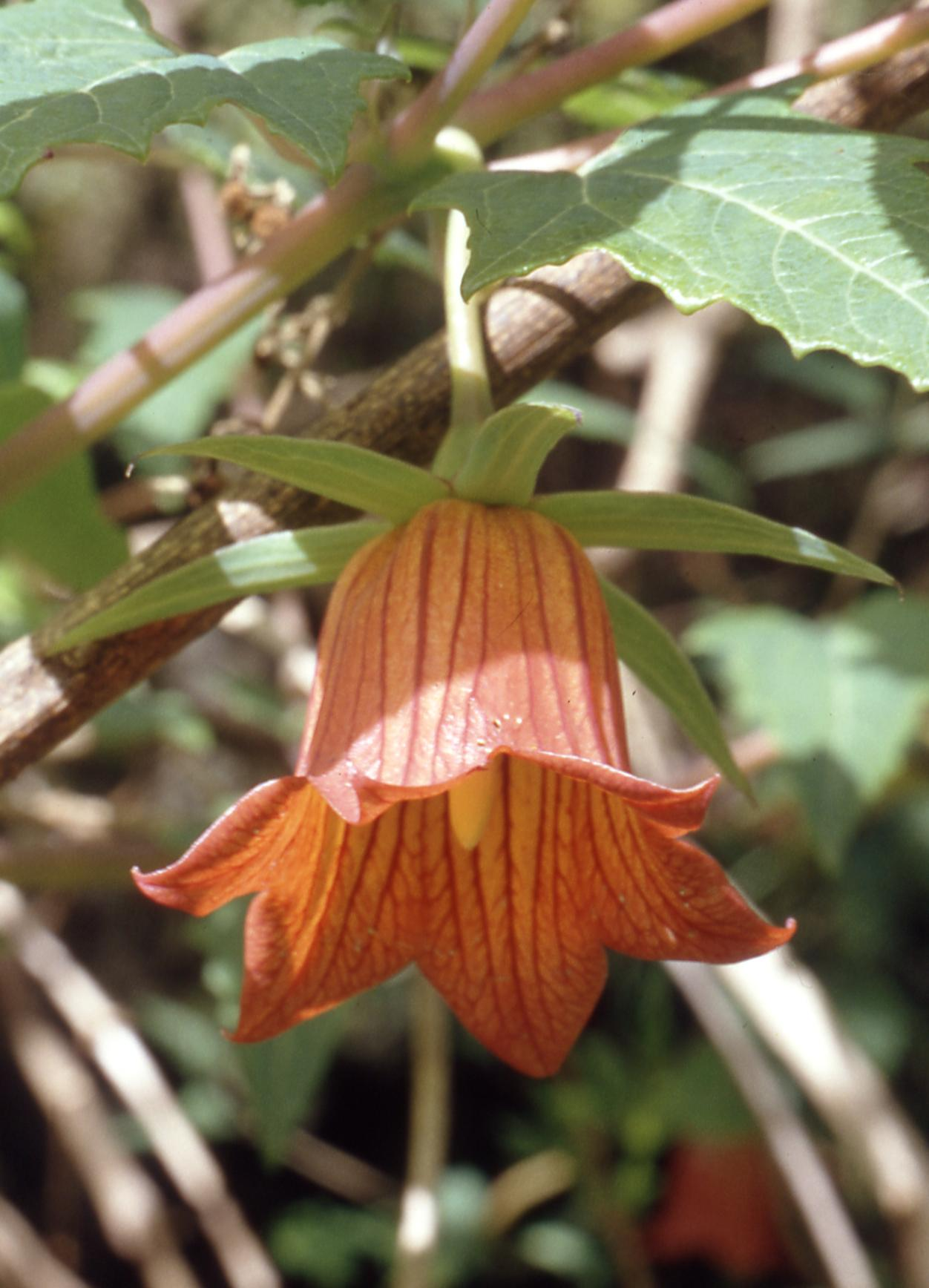
Blüte der Kanarischen Glockenblume

Dem regional variierenden Klima entsprechend haben sich auch unterschiedliche Vegetationszonen ausgebildet. Im Norden herrschen von Natur aus Lorbeerwälder vor, während der Süden von Halbwüstenvegetation geprägt ist. Dort dominieren an die Trockenheit angepasste Wolfsmilchgewächse. Berühmt ist die Kanaren-Wolfsmilch auf Grund ihres kakteenähnlichen Aussehens. Verbreitet sind auch strauchhohe, verholzte und dickblättrige Natternkopf-Arten. Die aus Amerika stammenden Feigenkakteen haben sich dort ebenfalls ausgebreitet. Die Lorbeerwälder werden von Kanaren-Lorbeer (Laurus novocanariensis) und Baumheide gebildet. Dort kommt die Kanaren-Glockenblume, die Charakterart der Kanarischen Inseln, von Natur aus vor. Auf Gran Canaria sind aufgrund der intensiven Nutzung durch den Menschen insbesondere die Lorbeerwälder auf kleine Reste zusammengeschrumpft. Die hochmontanen Regionen werden von Kiefernwäldern eingenommen, die sich vor allem aus Kanaren-Kiefern zusammensetzen.

## Natursymbole
Von der Regierung der Kanarischen Inseln wurden zwei Natursymbole für die Insel festgelegt, und zwar die kanarische Dogge (Perro de Presa Canario) und die Kanaren-Wolfsmilch (cardón).

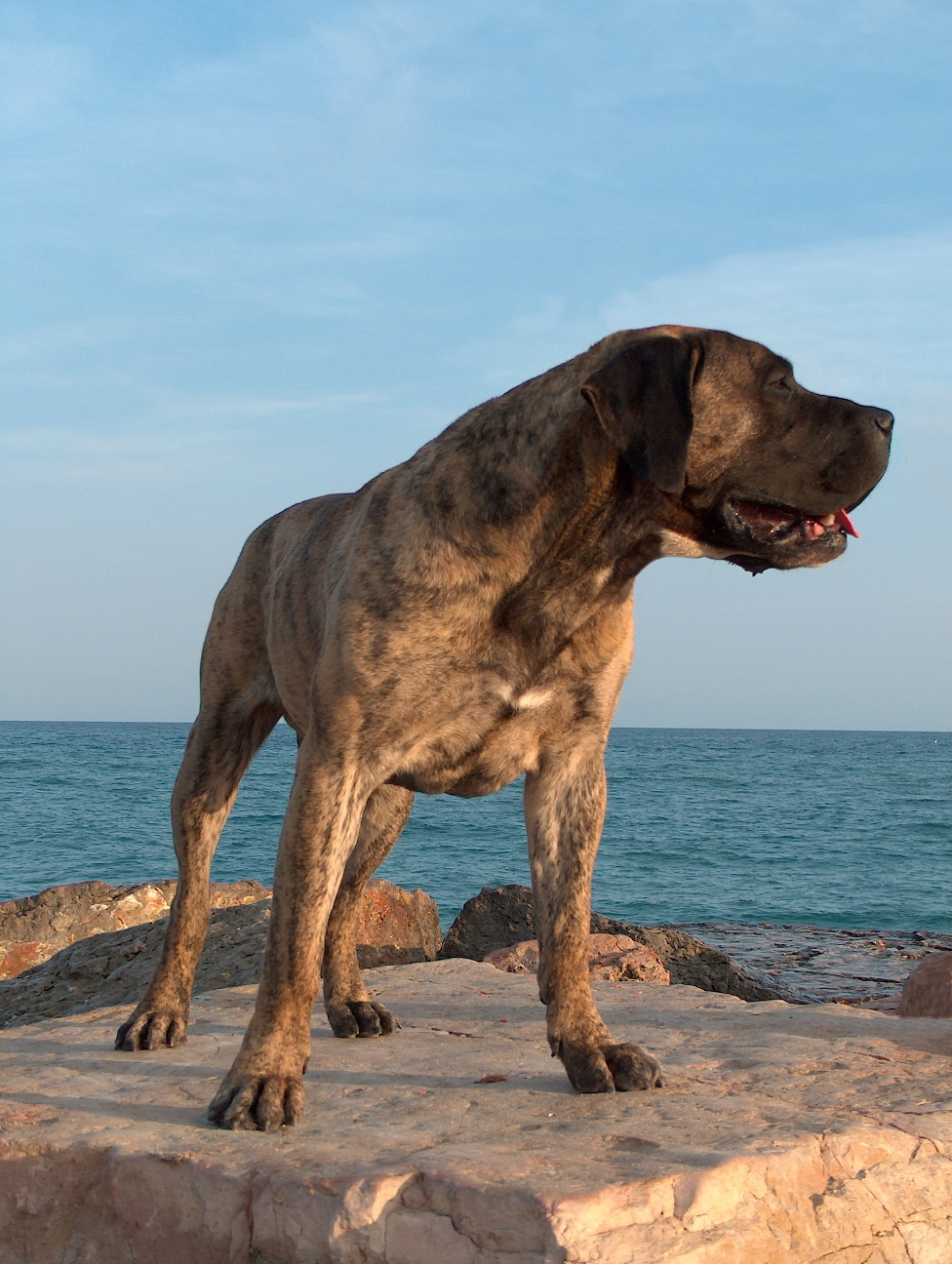
Canis lupus familiaris
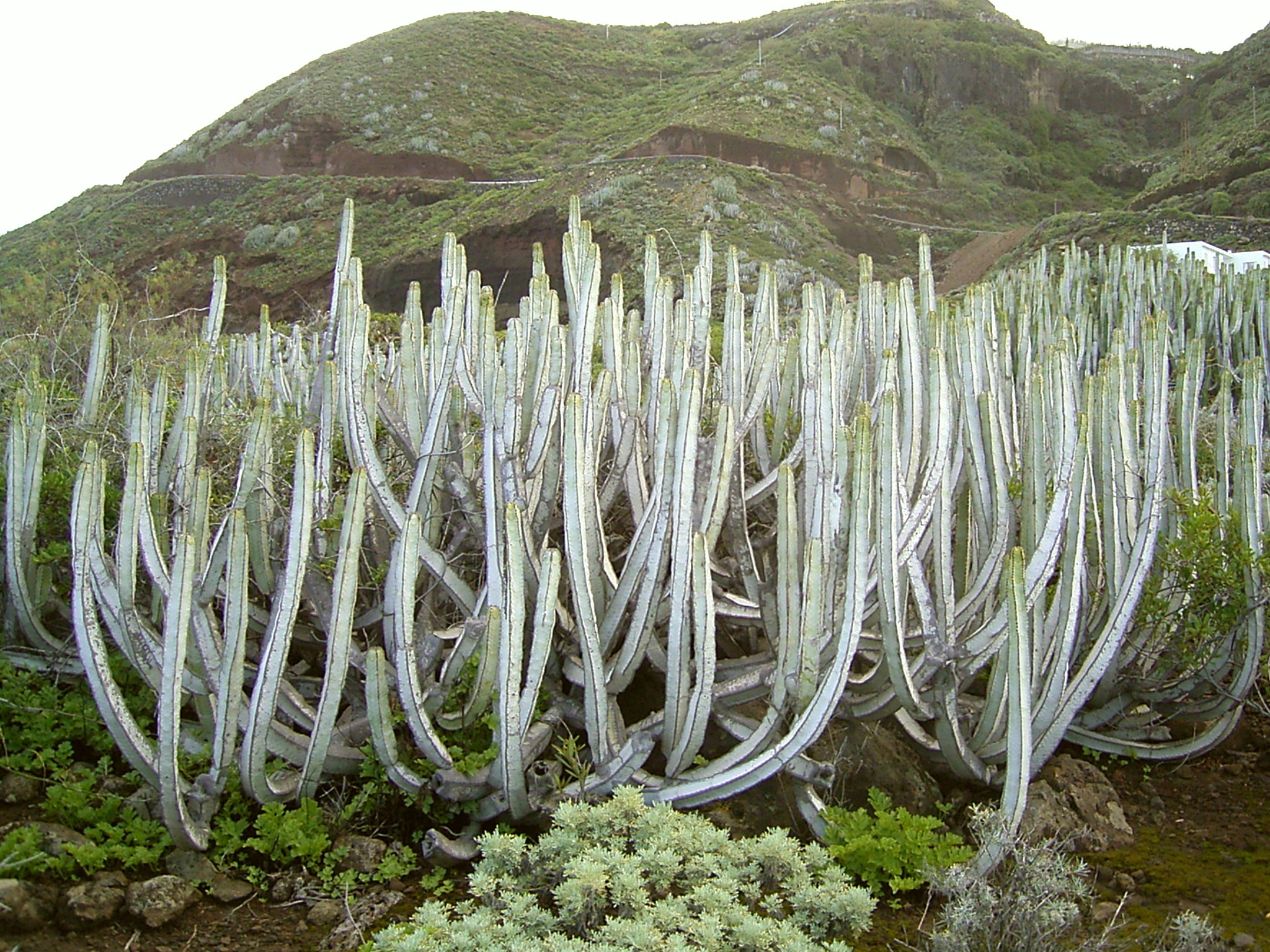
Euphorbia canariensis

## Geschichte
Herkunft des Namens
Zur Herkunft des Namens Gran Canaria gibt es verschiedene Erklärungen. Im Kapitel 32 des vierten Bandes der Naturgeschichte zitiert der römische Gelehrte Plinius der Ältere im 1. Jahrhundert den Bericht einer Expedition, die im Auftrag des Königs Juba II. von Mauretanien die „glückseligen Inseln“ besucht habe:  „… Canaria, so genannt wegen der vielen großen Hunde, von denen dem Juba zwei überbracht wurden.“ Eine andere Textstelle bei Plinius weist auf einen Volksstamm am Fuß des Atlasgebirges hin: „Die Bewohner der benachbarten, mit Elephanten, wilden Thieren und Schlangen aller Art erfüllten Bergwälder würden Canarier genannt; ihre gewöhnlichen Nahrungsmittel seien nämlich die Eingeweide der Hunde und anderer wilder Thiere.“ Eine Herkunft der Ureinwohner der Insel Gran Canaria von diesem Volksstamm wird nicht ausgeschlossen.

### Erste Besiedlung
Archäologische Funde belegen die Anwesenheit von Menschen auf verschiedenen der Kanarischen Inseln zu Beginn des 1. Jahrtausends v. Chr. Eine kontinuierliche Besiedlung konnte aber erst ab dem 3. Jahrhundert v. Chr. nachgewiesen werden. Die ältesten Funde auf der Insel Gran Canaria wurden in das 1. Jahrhundert n. Chr. datiert.
Die Verwandtschaft der kanarischen Urbevölkerung mit den damals in Nordafrika lebenden Berbervölkern ist heute durch die historische Forschung archäologisch und linguistisch nachgewiesen. Die Untersuchung der auf den Kanarischen Inseln gefundenen Schriftzeichen hat einen sehr hohen Grad an Übereinstimmung mit den Schriften ergeben, die in Nordtunesien und Nordostalgerien gefunden wurden. Da diese Berbervölker keine Seefahrer waren, geht man davon aus, dass die Römer oder die unter römischer Herrschaft stehenden Mauretanier sie in der Zeit zwischen dem 1. Jahrhundert v. Chr. und dem 1. Jahrhundert n. Chr. auf die Inselgruppe gebracht haben. Es wird vermutet, dass auch vor dieser Zeit bereits Menschen aus unterschiedlichen Gebieten, in mehreren Aktionen, auf den Inseln angesiedelt wurden.

### Zeit der isolierten Entwicklung
Mit der römischen Reichskrise des 3. Jahrhunderts war ein Abbruch der Beziehungen zwischen den Kanarischen Inseln und dem Mittelmeerraum verbunden. Da die Canarios keinerlei nautische Kenntnisse und keine Werkzeuge zum Bau seetüchtiger Schiffe besaßen, gab es keine Verbindungen zwischen Gran Canaria und dem Festland, aber auch nicht zwischen den einzelnen Inseln, auf denen sich in der Folgezeit unabhängig voneinander verschiedene Kulturen entwickelten.

### Wiederentdeckung der Kanarischen Inseln im 14. Jahrhundert
Im 14. Jahrhundert führten die Fortschritte in der Navigation sowie die Erfindung des Kompasses und des Astrolabiums dazu, dass Seeleute aus den italienischen Handelszentren auf der Suche nach einem Seeweg nach Indien auch auf die Kanarischen Inseln trafen.
Die Anwesenheit des Lancelotto Malocello auf der später nach ihm benannten Insel führte zu der Einzeichnung Lanzarotes und Fuerteventuras in die 1339 von Angelino Dulcert veröffentlichte Karte, auf der die anderen Kanarischen Inseln noch nicht eingetragen waren. Der Katalanische Weltatlas des Abraham Cresques aus dem Jahr 1375 zeigt dann bereits alle Kanarischen Inseln außer El Hierro.
Im Jahr 1341 schickte König Alfons IV. von Portugal eine Forschungsexpedition zu den Kanarischen Inseln. Sie brachte detaillierte Informationen über die Insel Gran Canaria nach Europa.
In der folgenden Zeit wurden aus dem Mittelmeergebiet verschiedene Fahrten zu den Inseln unternommen, meist um Ramsch gegen Ziegenfelle und Orseille einzutauschen. Diese teilweise von staatlichen Stellen, teilweise privat durchgeführten Unternehmungen führten aber auch dazu, dass immer häufiger Menschen von den Kanarischen Inseln auf den Sklavenmärkten des Mittelmeergebietes verkauft wurden.

### Missionierung durch mallorquinische Mönche
In der Mitte des 14. Jahrhunderts wurde auf Mallorca ein Projekt entwickelt, dessen Ziel darin bestand, die Ureinwohner der Kanarischen Inseln ausschließlich mit friedlichen Mitteln zu bekehren. Dazu sollten Ureinwohner der Inseln eingesetzt werden, die bereits den christlichen Glauben angenommen hatten. 1351 fand man auf Mallorca zwölf Frauen und Männer, die vermutlich als Sklaven von Gran Canaria verschleppt worden waren. Sie waren getauft und sprachen die katalanische Sprache. Sie sollten als ortskundige Unterstützung für die Missionare einer Expedition tätig werden.
König Peter IV. von Aragonien zeigte ein großes Interesse an der friedlichen Bekehrung der Ureinwohner Gran Canarias. Er stimmte mit den Organisatoren der Missionsarbeit überein, dass ohne ein Klima des absoluten Friedens eine Evangelisierung der Heiden nicht möglich sei. Um die Arbeit der Missionare nicht zu gefährden, sprach der König für seine Untertanen ein absolutes Verbot der Piraterie im Atlantik aus. Das Projekt fand die Zustimmung des Papstes Clemens VI. Durch die Bulle „Coelestis rex regum“ vom 7. November 1351 errichtete er die Diözese der „Glücklichen Inseln“, die ab 1369 als Bistum Telde bezeichnet wurde. Einige Reeder und Händler erklärten sich bereit, die friedliche Expedition, die gleichzeitig auch einen wirtschaftlichen Aspekt haben sollte, zu finanzieren.
Im Jahr 1352 kam die erste Gruppe von Missionaren mit den Händlern auf die Insel Gran Canaria. Die Mallorquiner landeten in der Nähe von Gando und begannen ihre Arbeit, unterstützt von den mitgebrachten getauften Canarios. In Telde, der bedeutendsten Siedlung der Ureinwohner, errichteten sie ein „Haus des Gebetes“. Von der Missionsarbeit sind keine besonderen Erfolge bekannt. Im Lauf der Zeit wurden an verschiedenen Orten kleine Kapellen errichtet und Kreuze aufgestellt. Insgesamt scheint es für die Arbeit aber keinen zielgerichteten Plan gegeben zu haben, sodass es ihr an einer Perspektive fehlte. Der Kontakt mit Mallorca und später Barcelona wurde aufrechterhalten. Die letzten Informationen über die Reise einer Reihe von Mönchen, die auf der Inselgruppe das Evangelium predigen wollten, stammen aus dem Jahr 1386.
Das für die Untertanen der Krone von Aragonien geltende Verbot der Angriffe auf die Bewohner der Kanarischen Inseln wurde offenbar bis zu Beginn der 1390er Jahre eingehalten. Im Jahr 1393 brachen von verschiedenen Häfen der Reiche der Krone von Kastilien private bewaffnete Schiffe zu einer Plünderungsaktion zu den Kanarischen Inseln auf. Bei den Überfällen der Kastilier wurden hunderte von Ureinwohnern versklavt und große Mengen von Ziegen erbeutet. Es wird vermutet, dass die Missionare, wenn sie nicht bereits während der Angriffe umkamen, von den verbleibenden Canarios, die keinen Unterschied zwischen den Angreifern und den Mönchen sahen, umgebracht wurden.

### Unterwerfungsversuche durch Europäer
Jean de Béthencourt und Gadifer de La Salle
Die Beziehungen von Gadifer de La Salle und Jean de Béthencourt zu den Ureinwohnern der Insel Gran Canaria werden in den zwei Versionen der Chronik Le Canarien teilweise unterschiedlich dargestellt. Sicher ist, dass es zwei Kontaktaufnahmen gab. Die Eroberung der Insel kam für die Franzosen aufgrund ihrer geringen militärischen Stärke gegenüber der großen Zahl der Canarios nicht in Frage.
Bei einem Kontakt, der auf einer Informationsfahrt unter dem Kommando von Gadifer de La Salle stattfand, tauschten die Canarios Feigen und Drachenbaumblut gegen Angelhaken, eiserne Messer und Nähnadeln ein. Dabei soll es auch zu einer Unterredung zwischen „Pedro el Canario“, dem Dolmetscher Gadifer de La Salles und dem Sohn des Guanarteme Artamy gekommen sein. Bei einem Versuch, unter dem Kommando Jean de Béthencourts auf Gran Canaria einzudringen, wurden 22 Franzosen getötet. Einer von ihnen war der Sohn Gadifer de La Salles.
Diego García de Herrera y Ayala
Nachdem durch verschiedene Verkäufe und Erbschaften das Recht, die Insel Gran Canaria zu erobern, 1454 auf Inés Peraza de las Casas und ihren Ehemann Diego García de Herrera y Ayala übergegangen war, führte dieser 1457 eine militärische Eroberung durch, bei der er einen Stützpunkt in der Bucht von Gando anlegen konnte, den er mit einem Turm aus Stein, der „Torre de Gando“, sicherte. Mit den Canarios wurde ein Abkommen erzielt, das den Bau einer Kapelle und die Anlage eines Lagers für den Handel zwischen Gran Canaria und Lanzarote erlaubte. 1459 ankerte der
Portugiese Diego de Silva y Meneses mit seiner Flotte in der Bucht von Gando und eroberte die Torre de Gando im Sturm. Nach einem Brief des kastilischen Königs Heinrich IV. an seinen Schwager, den portugiesischen König Alfons V., wies der 1461 Diego de Silva an, die Besetzung des Stützpunktes aufzugeben und an Inés Peraza und ihren Ehemann Diego García de Herrera zurückzugeben.
Am 16. August 1461 fand in der Nähe der heutigen Stadt Las Palmas de Gran Canaria in Anwesenheit der Guanartemes von Telde und Gáldar eine symbolische Zeremonie der Inbesitznahme der Insel durch Diego García de Herrera statt. Ein Dolmetscher sollte den Canarios die Bedeutung des Vorgangs verständlich machen. Zeugen waren der Bischof von Rubicón Diego López de Illescas sowie nahezu alle bedeutenden Vertreter der Verwaltung der bisher unterworfenen Inseln. Im Jahr 1462, zu einer Zeit der Harmonie zwischen den Kastiliern, Portugiesen und Canarios, entstand unter der Schirmherrschaft des Bischofs von Rubicón, mit der Zustimmung der Ureinwohner, in Telde ein Kloster.
Im Verlauf des Jahres 1465 begannen die Vorbereitungen für einen befestigten Turm auf dem Gebiet von Telde. In der Nähe des Wehrturmes wurde ein anderes Gebäude errichtet, als Art Lager für Vorräte der Garnison und Waren, die mit den Ureinwohnern gehandelt wurden. Als die Vergewaltigungen von kanarischen Frauen und Raubzüge der Soldaten der Garnison gegen die Canarios und ihre Viehherden von dem Kommandanten nicht unterbunden oder bestraft wurden, griffen die Canarios vermutlich im Jahr 1474 die Torre de Gando an und steckten sie in Brand. Dabei wurde der größte Teil der Besatzung der Garnison getötet. Damit endete die Anwesenheit der Vertreters der „Herren der Kanarischen Inseln“ (so der offizielle Titel von Inés Peraza und Diego García de Herrera) auf der Insel Gran Canaria.

### Eroberung durch die Krone von Kastilien
Übernahme der Eroberungsrechte durch die Katholischen Könige
Im Jahr 1475 beschwerten sich die Bewohner Lanzarotes bei Königin Isabella I. und König Ferdinand V. über die Herrschaft von Diego de Herrera und Inés Peraza. Sie forderten die Insel direkt der Krone zu unterstellen. Königin Isabella und König Ferdinand ernannten am 16. November 1476 einen „Juez Pesquisidor“ (Untersuchungsrichter), der ermitteln sollte, welche Eigentums- und Eroberungsrechte an den Kanarischen Inseln bestanden. Als Ergebnis wurde festgestellt, dass Diego de Herrera und Inés Peraza das Eigentumsrecht und das Herrschaftsrecht an den vier Inseln Lanzarote, Fuerteventura, La Gomera und El Hierro zustünde, ebenso das Recht der Eroberung der Inseln Gran Canaria, Teneriffa und La Palma. Königin Isabella und König Ferdinand befürchteten, dass Portugal im Rahmen des Kastilischen Erbfolgekrieges versuchen könnte, die noch nicht eroberten Inseln zu besetzen. Die Krone von Kastilien vereinbarte mit Diego de Herrera und Inés Peraza die Abtretung der Eroberungsrechte für Gran Canaria, La Palma und Teneriffa gegen eine finanzielle Abfindung. Die Übereinkunft wurde in einer Niederschrift vom 15. Oktober 1477 festgehalten.
Erste Phase der Eroberung
Während des Krieges gegen Portugal erlaubten die kastilischen Staatsfinanzen keine Ausgaben für Eroberungen im Atlantik. Deswegen wendeten Königin Isabella und König Ferdinand zur Finanzierung der Eroberung der Insel Gran Canaria erstmals das System der Capitulación an. In einer ersten Capitulación vom Mai 1478 wurde der Bischof von Rubicón, Juan de Frias als Geldgeber und der Dekan Juan Bermúdez und Juan Rejón als Leiter der Eroberung verpflichtet. Die Mittel des Bischofs stammten zu einem großen Teil aus Einnahmen, die dadurch entstanden waren, dass Papst Sixtus IV. den Spendern größerer Beträge für die Bekehrung der Ungläubigen auf den Kanarischen Inseln einen Ablass ihrer Sündenstrafen gewährt hatte.
Ende Mai 1478 erreichten die kastilischen Truppen die Nordostküste Gran Canarias. Der 24. Juni wird als Gründungstag des Feldlagers von Las Palmas, dem Ursprung der heutigen Inselhauptstadt angesehen. Über die militärische Vorgehensweise bei der Eroberung kam es zwischen Juan Bermúdez und Juan Rejón zu Meinungsunterschieden. Die Canarios ließen sich nicht auf eine offene Schlacht ein, sondern bekämpften die Kastilier in einer Art Guerillakrieg. Daraufhin antwortete Juan Rejón mit einer Taktik der verbrannten Erde. Als Folge des Widerstandes der Ureinwohner und der inneren Streitigkeiten in der Führung der kastilischen Truppen kam die Eroberung nur sehr langsam voran. Das veranlasste Königin Isabella und König Ferdinand Pedro de Algaba als Gouverneur auf die Insel zu entsenden. Er sollte zwischen den militärischen Führern vermitteln und die zivile Verwaltung übernehmen. Pedro de Algaba konnte den Streit in der kastilischen Führung nicht beilegen. Er schickte Juan Rejón auf die Iberische Halbinsel, damit das königliche Gericht über dessen Zukunft entscheide. Königin Isabella und König Ferdinand stellten fest, dass Juan Rejón sich nicht falsch verhalten habe. Er wurde in seiner alten Stellung auf der Insel bestätigt und kehrte im Mai 1480 mit Truppenverstärkungen nach Gran Canaria zurück. Dort ließ er Pedro de Algaba unter dem Vorwurf der Zusammenarbeit mit den Portugiesen festnehmen. Nach einem kurzen Prozess wurde er schuldig gesprochen und hingerichtet. Juan Bermudez, gegen den Juan Rejón nicht vorgehen konnte, da dieser der kirchlichen Gerichtsbarkeit unterstand, wurde nach Lanzarote ausgewiesen.
Zweite Phase der Eroberung
Bevor Königin Isabella und König Ferdinand von der Hinrichtung Pedro de Algabas erfuhren, erzielten sie mit dem Kämmerer Alonso de Quintanilla und dem Kaufmann Pedro Hernández Cabrón eine Übereinkunft, dass diese einem neu zu ernennenden Gouverneur der Insel die notwendigen Mittel zur Verfügung stellen sollten, die der zur Eroberung der Insel Gran Canaria benötigte. Der neue Gouverneur Pedro de Vera bekam weitreichende Vollmachten, die sowohl die militärische Befehlsgewalt als auch die zivile Verwaltung nach der Eroberung umfassten. Er erreichte die Insel Mitte Juli 1480 mit hundert Armbrustschützen und einer großen Menge Proviant. Im Dezember des gleichen Jahres schickte Pedro de Vera Juan Rejon auf die Iberische Halbinsel, wo er vor dem königlichen Gericht sein Vorgehen im Fall Pedro de Algaba rechtfertigen sollte.
Nachdem am Jahresende 1480 und im Verlauf des Frühjahrs 1481 weitere Truppenverstärkungen auf Gran Canaria eingetroffen waren, organisierte Pedro de Vera einen groß angelegten Angriff auf den Norden der Insel. In der Nähe von Arucas nahe dem Barranco de Tenoya kam es zu einer Schlacht in der Doramas, einer der angesehensten Heerführer der Canarios, getötet wurde. Als zusätzlichen Stützpunkt errichteten die kastilischen Truppen auf der Westseite der Insel bei Agaete eine Befestigungsanlage. Alonso Fernández de Lugo wurde zum ersten Festungskommandanten ernannt. Von Agaete aus konnte er bei einem Angriff auf Gáldar im Februar 1482 den Guanarteme Tenesor Semidán gefangen nehmen. Dieser spielte als Vermittler zwischen den Kastiliern und den Canarios bei der weiteren Unterwerfung der Inseln Gran Canaria eine bedeutende Rolle. Nach der Eroberung weiter Gebiete im Süden der Insel konnte Tenesor Semidán in Verhandlungen die Canarios davon überzeugen, dass ein Widerstand gegen die Annahme des christlichen Glaubens und die Unterwerfung unter die Oberherrschaft der Krone Kastiliens zwecklos sei. Als Datum für die endgültige Aufgabe des Kampfes der Canarios, die sich auf die Fortaleza de Ansite zurückgezogen hatten, gilt der 29. April 1483. Im Januar 1484 wurden die Truppen, die an der Eroberung teilgenommen hatten aufgelöst.

### Folgen der Eroberung
Bevölkerungsverlust
Im Laufe der Eroberung wurde die Zahl der auf der Insel lebenden Ureinwohner auf etwa 15 % verringert. Die Anzahl der im Kampf getöteten Canarios muss im Hinblick auf den Gebrauch von Feuerwaffen durch die Kastilier sehr hoch gewesen sein. Die genaue Zahl der Toten ist nicht feststellbar. Im Verlauf der kriegerischen Auseinandersetzungen, aber auch nach Abschluss der Eroberung, wurden Ureinwohner auf das spanische Festland deportiert. Sie wurden auf verschiedene Orte in Andalusien verteilt. Ein großer Teil siedelte sich in Sevilla an, wo sie unter schlechten Bedingungen lebten. Andere nahmen an der Eroberung der Inseln La Palma und Teneriffa teil und ließen sich dort auf dem ihnen zugeteilten Land nieder.
Neubesiedlung
Nach Abschluss der Eroberung entstand auf Gran Canaria eine neue Gesellschaft, die aus Menschen unterschiedlicher Herkunft bestand. Die katholische Religion und die kastilische Sprache bildeten die Voraussetzungen, in dieser Gesellschaft akzeptiert zu werden. Die Eroberer, wie auch die für die Landarbeit angeworbenen Siedler, kamen in erster Linie aus den Ländern der Krone von Kastilien. Die Facharbeiter für die Zuckerproduktion wurden auf Madeira angeworben. Durch Feldzüge an der nahen afrikanischen Küste wurden Schwarzafrikaner als Arbeitssklaven für die Zuckerfabriken auf die Insel gebracht.
Land- und Wasserverteilung
Ein großer Teil der Eroberer hatte an dem Unternehmen teilgenommen auf das Versprechen hin, bei der Verteilung von Land und Wassernutzungsrechten berücksichtigt zu werden. Bei der Verteilung des Grundeigentums und der Wasserrechte war ein Kriterium, welche persönlichen oder finanziellen Leistungen der Empfänger zum Erfolg des Unternehmens beigetragen hatte. Andererseits spielten aber auch die finanzielle Leistungsfähigkeit der neuen Eigentümer eine entscheidende Rolle. Bei der Vergabe von Ländereien für die Zuckerproduktion waren große Investitionen in die Verarbeitungsanlagen notwendig. Die Krone gewährte bei den Verteilungen der Land- und Wasserrechte auf Gran Canaria Zuteilungen an hervorragende Höflinge und Mitglieder des Handelskapitals. Um die Ausdehnung der Landwirtschaft und eine auf Geld aufgebaute Wirtschaft zu entwickeln, benötigte die Insel die Mitwirkung des privaten Kapitals. Das war besonders durch Genuesen und Katalanen vertreten.

## Demografie
| Jahr | Einwohner | Einwohner/km² |
| ---- | --------- | ------------- |
| 2000 | 741.161   | 475,07        |
| 2001 | 755.489   | 484,26        |
| 2002 | 771.333   | 494,41        |
| 2003 | 789.908   | 506,32        |
| 2004 | 790.360   | 506,61        |
| 2005 | 802.247   | 514,23        |
| 2006 | 807.049   | 517,31        |
| 2007 | 815.379   | 522,65        |
| 2008 | 829.567   | 531,74        |
| 2009 | 838.397   | 537,40        |
| 2010 | 845.676   | 542,10        |

Gemessen an der Bevölkerung ist Gran Canaria nach Teneriffa die zweitgrößte Insel der Kanaren. Insgesamt leben 843.000 Menschen auf der Insel, davon 49,9 % Männer und 50,1 % Frauen (Stand: 2017). 45 % davon leben in der Hauptstadt Las Palmas (378.000), der größten Stadt der Kanaren. Bevölkerungsreiche Städte sind Telde (102.000), Santa Lucía de Tirajana (70.000), San Bartolomé de Tirajana (54.000), Arucas (37.000), Agüimes (31.000) und Ingenio (30.000).
Zwischen 2006 und 2007 ist die Bevölkerungszahl um 1 % gestiegen (+8330). Den größten Zuwachs verzeichnete Mogán (+11,9 %).

## Verwaltung und Politik
Die lokale Verwaltungsbehörde ist seit dem Inkrafttreten der Ley de Cabildos (Cabildo-Gesetz) im Jahr 1912 das sogenannte Cabildo Insular, welches unterhalb der Ebene der Provinzen und oberhalb der Ebene der Municipios (deutsch: Stadtverwaltungen) eigene Aufgaben wahrnimmt. Präsident dieser Behörde ist seit Juli 2007 José Miguel Pérez García von der PSOE. Die Insel ist in 21 Municipios unterteilt:

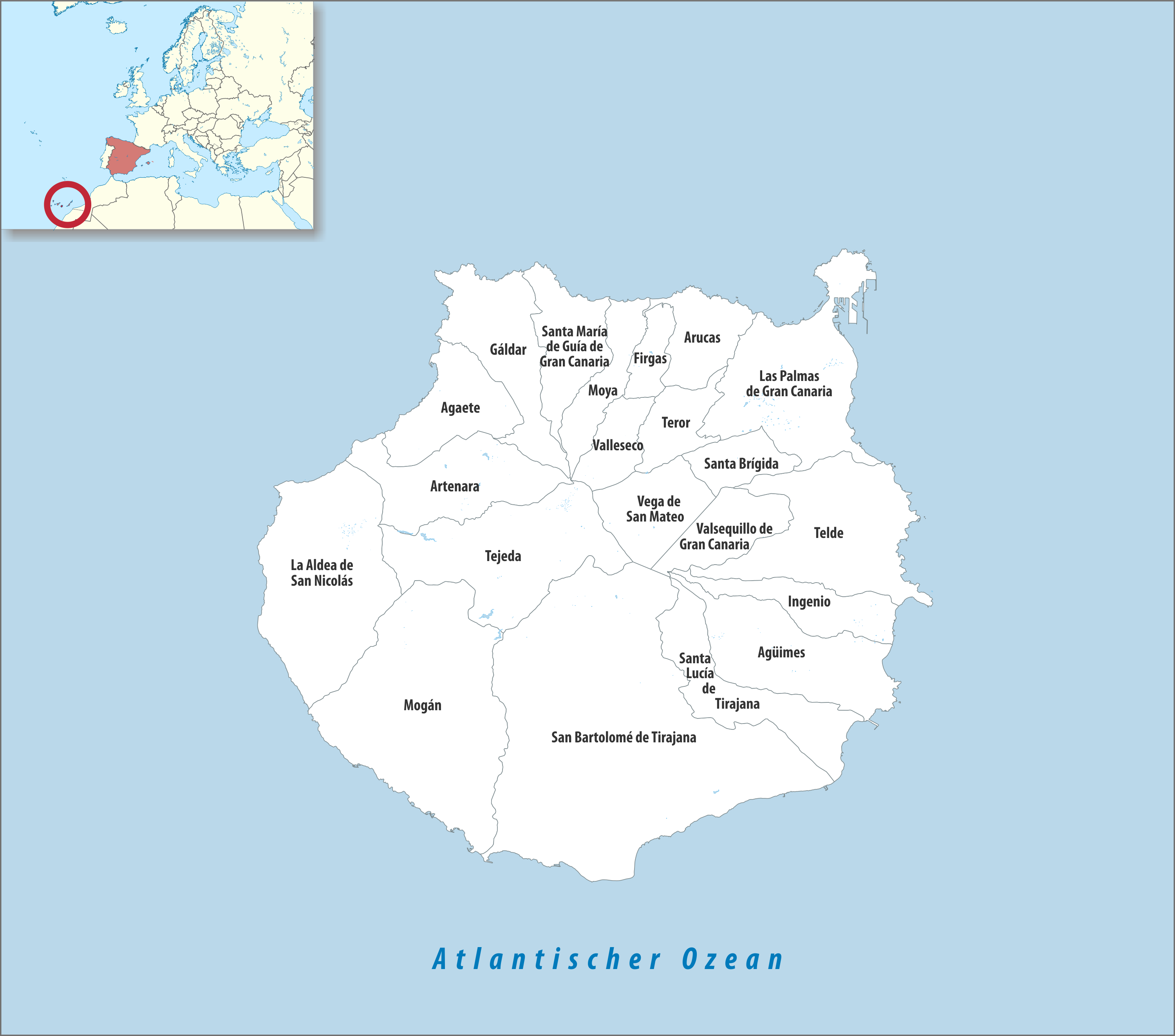
Gemeinden von Gran Canaria

| Gemeinde                            | Einwohner (2024) | Fläche km² | Dichte Einw./km² | Cod INE | Postleitzahl                                                        |
| ----------------------------------- | ---------------- | ---------- | ---------------- | ------- | ------------------------------------------------------------------- |
| Agaete                              | 5.670            | 44,51      | 127              | 35001   | 35480, 35489                                                        |
| Agüimes                             | 33.179           | 78,90      | 421              | 35002   | 35118, 35119, 35260, 35270                                          |
| La Aldea de San Nicolás             | 7.449            | 123,71     | 60               | 35020   | 35470, 35478, 35479, 35579                                          |
| Artenara                            | 1.029            | 66,42      | 15               | 35005   | 35350                                                               |
| Arucas                              | 38.936           | 32,84      | 1.186            | 35006   | 35401–35405, 35407, 35409–35419                                     |
| Firgas                              | 7.688            | 16,03      | 480              | 35008   | 35430–35432                                                         |
| Gáldar                              | 24.811           | 62,55      | 397              | 35009   | 35350, 35460, 35468, 35469, 35488                                   |
| Ingenio                             | 32.747           | 39,09      | 838              | 35011   | 35250                                                               |
| Mogán                               | 21.175           | 171,42     | 124              | 35012   | 35120, 35130, 35138–35140, 35149                                    |
| Moya                                | 7.987            | 32,20      | 248              | 35013   | 35413, 35420–35423                                                  |
| Las Palmas de Gran Canaria          | 380.436          | 103,32     | 3.682            | 35016   | 35001–35020                                                         |
| San Bartolomé de Tirajana           | 54.116           | 332,42     | 163              | 35019   | 35100, 35106–35109, 35119, 35120, 35128, 35280, 35290, 35299, 35369 |
| Santa Brígida                       | 18.551           | 23,83      | 778              | 35021   | 35300, 35307–35310                                                  |
| Santa Lucía de Tirajana             | 77.098           | 62,53      | 1.233            | 35022   | 35000, 35110, 35280                                                 |
| Santa María de Guía de Gran Canaria | 14.135           | 42,62      | 332              | 35023   | 35450                                                               |
| Tejeda                              | 1.826            | 103,86     | 18               | 35025   | 35360, 35368                                                        |
| Telde                               | 102.867          | 100,33     | 1.025            | 35026   | 35200, 35210–35215, 35218, 35229, 35259                             |
| Teror                               | 12.878           | 25,81      | 499              | 35027   | 35330                                                               |
| Valleseco                           | 3.741            | 22,13      | 169              | 35032   | 35000, 35340, 35349                                                 |
| Valsequillo de Gran Canaria         | 9.768            | 38,80      | 252              | 35031   | 35216, 35217                                                        |
| Vega de San Mateo                   | 7.856            | 38,21      | 206              | 35033   | 35320, 35328, 35329                                                 |
| Gran Canaria                        | 863.943          | 1.561,53   | 553              | –       | –                                                                   |

## Verkehr und Infrastruktur

### Häfen
Der Puerto de la Luz in Las Palmas ist der wichtigste Hafen der Insel. Im Jahr 2016 wurden 23,9 Millionen Tonnen Fracht umgeschlagen und 1.286.466 Passagiere abgefertigt, davon 1,1 Millionen Kreuzfahrtpassagiere. Die privaten Reedereien Fred. Olsen Express und Naviera Armas bieten von hier aus regelmäßige Fährverbindungen nach Teneriffa, Fuerteventura, Lanzarote, La Palma und El Hierro sowie nach Madeira an. Ein weiterer Hafen, der Gran Canaria mit Teneriffa verbindet, ist der Puerto de las Nieves in dem gleichnamigen Fischerort in der Nähe von Agaete.

### Flughafen
Der internationale Flughafen von Gran Canaria befindet sich etwa 18 Kilometer südlich von Las Palmas, an der Autobahn GC-1, zwischen Telde und Ingenio. 2019 wurden 126.452 Flugbewegungen gezählt, 13.261.405 Passagiere abgefertigt und rund 126.452 Tonnen Fracht umgeschlagen.

### Straßen
Gran Canaria verfügt über ein ausgebautes Straßennetz. Die wichtigste Autobahn, die GC-1 (Autopista del Sur), führt entlang der Ost- und Südküste von Las Palmas de Gran Canaria am internationalen Flughafen vorbei in das Touristenzentrum von Maspalomas und weiter nach Puerto de Mogán. Die GC-2 (Autovía del Norte) führt an der Nordküste, mit einer Unterbrechung, von Las Palmas nach Agaete. Die GC-3 (Circunvalación de Las Palmas) dient als Umgehungsstraße und verbindet südwestlich von Las Palmas auf einer Länge von 13 Kilometern die beiden Hauptverkehrsstraßen. Das Innere der Insel ist durch Landstraßen erschlossen, die aufgrund der geografischen Gegebenheiten oft kurvig und steil sind.

### Öffentliche Verkehrsmittel

#### Eisenbahn
Der Cabildo de Gran Canaria hat im Mai 2008 beschlossen, eine 48 Kilometer lange Zugverbindung von Las Palmas nach Playa del Inglés einzurichten. Als Trägergesellschaft wurde die Ferrocarriles de Gran Canaria S. A. gegründet. Die geplante Fahrzeit von Las Palmas nach Maspalomas beträgt rund 15 Minuten. Zwischen Las Palmas und Maspalomas sind neun Zwischenstationen vorgesehen, darunter ein Halt am Flughafen. Durch den Bau der Eisenbahnlinie sollen die Fahrten im öffentlichen Verkehr auf das Fünffache steigen. Im Jahr 2024 sicherte die EU einen Beitrag in Höhe von 190 Mio. Euro zu und der Bauantrag wurde genehmigt. Insgesamt soll die erste Bauphase rund 390 Mio. Euro kosten und kann bald (Stand August 2024) begonnen werden.

#### Busse und Straßenbahnen
Die private Gesellschaft Global betreibt ein dichtes Netz an Linienbussen (von den Einheimischen „guaguas“ genannt). Im Besitz der Stadt Las Palmas befindet sich seit 1979 die Gesellschaft Guaguas Municipales, welche die öffentlichen Stadtbusse betreibt.
Von 1890 bis 1937 verkehrte in der Hauptstadt Las Palmas eine Straßenbahn. Diese war das erste Schienenverkehrsmittel auf den Kanarischen Inseln.

## Tourismus

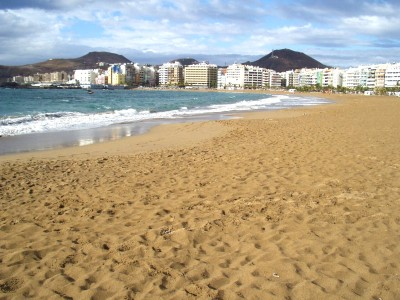
Las-Canteras-Strand in Las Palmas de Gran Canaria

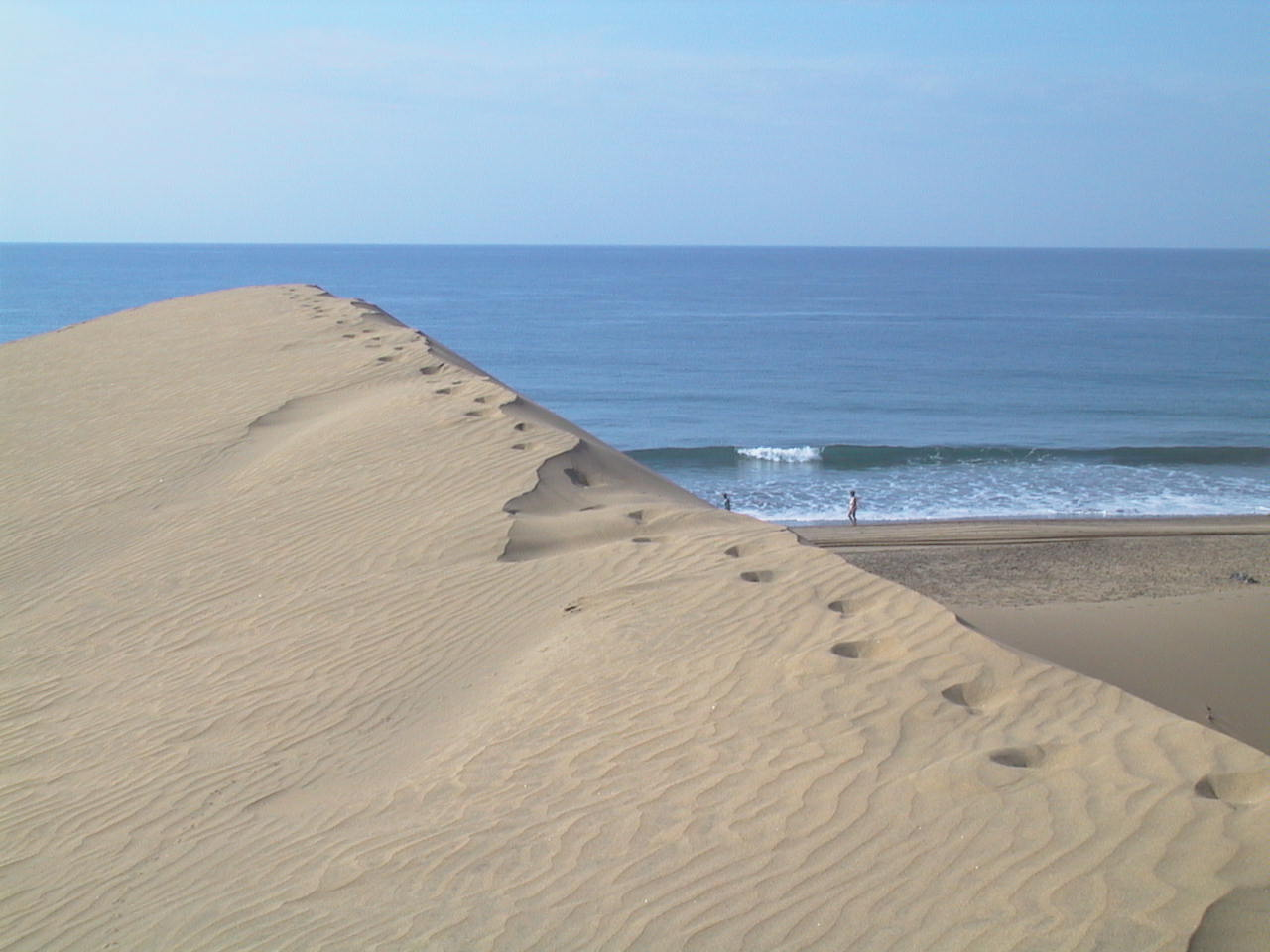
Strand von Maspalomas

Der moderne Tourismus auf Gran Canaria begann erst mit den ersten Chartermaschinen 1957 und beschränkte sich zunächst auf den Norden der Insel und die Playa de Las Canteras den 3,2 km langen Stadtstrand von Las Palmas. Er gilt auch heute noch als einer der schönsten Stadtstrände Europas. Erst ab 1962 wurde auch der Süden von Gran Canaria, der bis dahin ein karger, halbwüstenhafter und nur spärlich besiedelter Landstrich war, touristisch erschlossen.
Jährlich besuchen etwa 2,8 Millionen Menschen Gran Canaria, vor allem die touristischen Zentren im Süden der Insel mit den Orten Maspalomas, Playa del Inglés und San Agustín. Die Zahl der Touristen aus dem Ausland liegt seit 1996 fast durchgehend bei mehr als 2,6 Millionen Einreisen jährlich. In den Jahren 1999 bis 2001 wurden mehr als drei Millionen Touristen gezählt. Zu einem Rückgang auf etwa 2,4 Millionen kam es in den Jahren 2009 und 2010.
Die Urlauber generieren einen Umsatz von etwa 2,5 Milliarden Euro. Besonders in mittel- und nordeuropäischen Ländern ist Gran Canaria als Reiseziel beliebt. So kamen 2012 etwa 29 % der Urlauber aus Skandinavien; 32 % aus Deutschland, Österreich, der Schweiz und 21 % aus Großbritannien bzw. Irland. Gran Canaria ist vor allem im Winter wegen des milden kanarischen Klimas beliebt. Aber auch in den Sommermonaten ist das Klima auf der Insel zumeist gemäßigt. Dies liegt am kalten Kanarenstrom. Wegen der also fast ganzjährig herrschenden Tagestemperaturen zwischen 18 und 26 Grad werden die Kanaren auch Inseln des ewigen Frühlings genannt. Die Insel gilt als beliebtes Urlaubsziel bei homosexuellen Menschen, besonders die Orte Playa del Inglés und das anschließende Maspalomas.
Alljährlich findet Ende November in Maspalomas das Internationale Sportfestival Blume Gran Canaria statt.

### Ferienorte
Der überwiegende Teil der touristischen Unterkünfte liegt im Süden der Insel. Die größten Ferienorte sind: Bahía Feliz – San Agustín – Playa del Inglés – Maspalomas – Puerto Rico – Mogán – Puerto de Mogán – Meloneras
Weite Teile des Inselinneren verfügen zwar über einen geringen Anteil an touristischen Unterkünften, profitieren aber vom Tages- und Ausflugstourismus, so zum Beispiel: Fataga – Puerto de las Nieves (bei Agaete) – Agüimes – Arucas – Firgas – Gáldar – Las Palmas – Moya – San Bartolomé de Tirajana – San Nicolás de Tolentino – Santa Brígida – Santa Lucía de Tirajana – Tejeda – Telde – Teror – Valleseco – Valsequillo

### Sehenswürdigkeiten

Gran Canaria, Berge bei Ayagaures

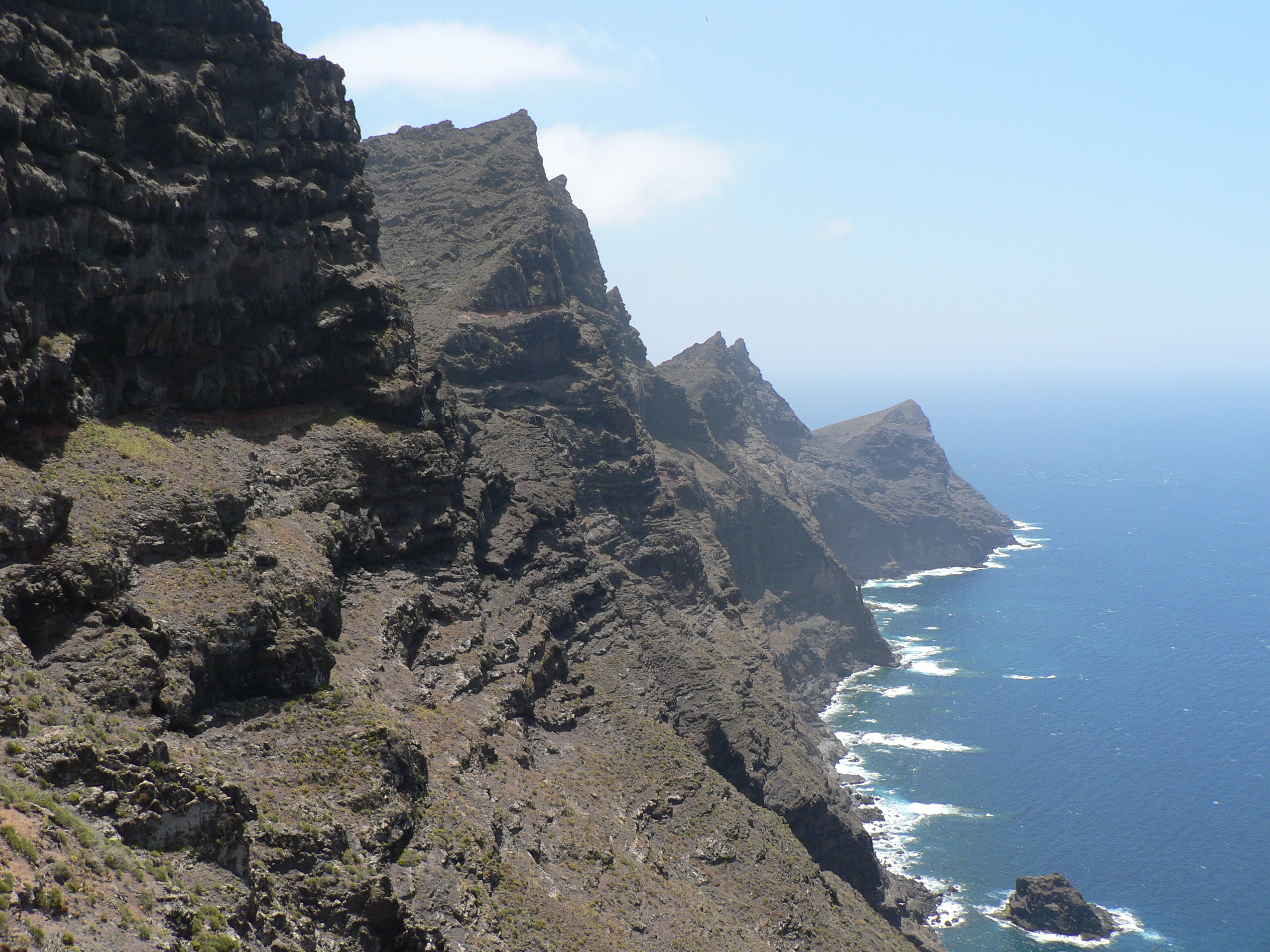
Gran Canaria, Westküste

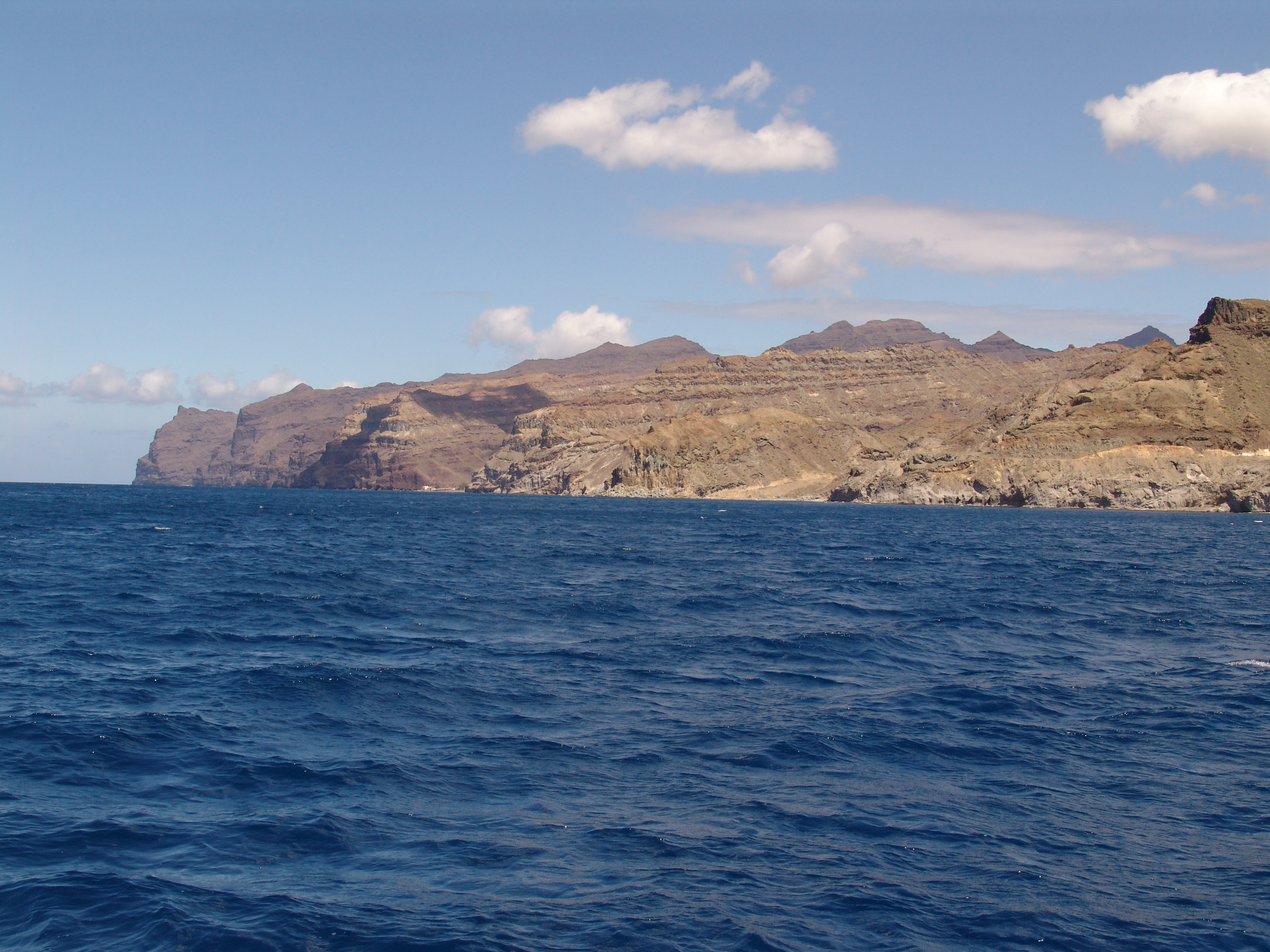
Gran Canaria, Westküste, vom Atlantik aus gesehen

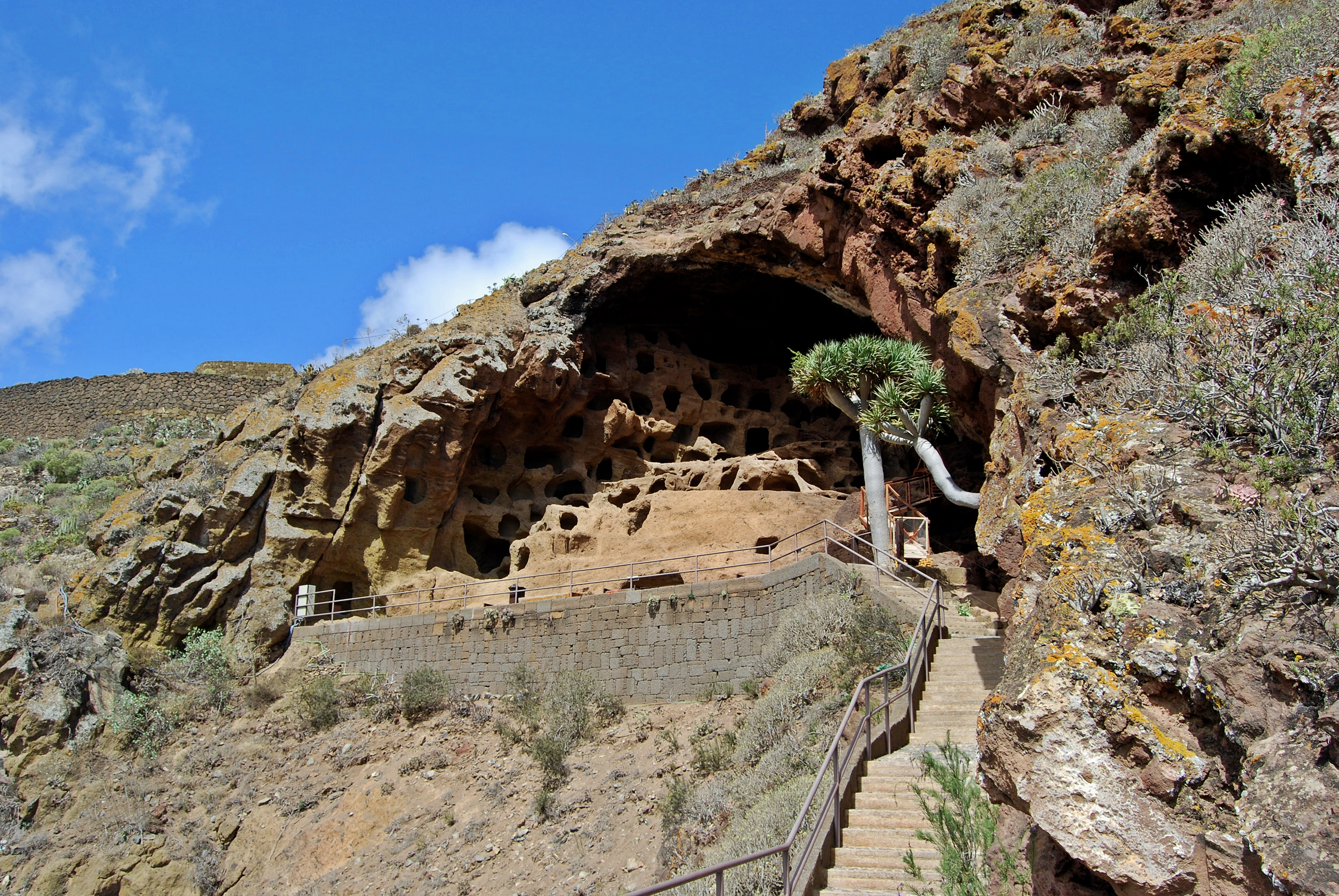
Cenobio de Valerón

- Der Fischerort Puerto de Mogán, auch Venedig des Südens genannt
- Die Dünen von Maspalomas
- Palmitos Park – Palmen- und Tierpark, der bei einem Brand 2007 fast vollständig zerstört und im Sommer 2008 neu eröffnet wurde
- Der Trinkwasser-Staudamm im Barranco de Arguineguin oberhalb von Maspalomas im Hinterland
- Das archäologische Freilichtmuseum Mundo Aborigen im Barranco de Fataga
- Höhlendorf im Barranco de Guayadeque bei Agüimes
- Das Museo y Parque Arqueológico Cueva Pintada in Gáldar
- Das „Cruz de Tejeda“, ein Aussichtspunkt am Gipfel mit Blick zum „Pico del Teide“
- Felsnadel Dedo de Dios (Finger Gottes) in Puerto de las Nieves (ein Teil des Felsens wurde am 28. November 2005 durch den Tropensturm Delta abgerissen)
- Cenobio de Valerón, über 290 Höhlen, die von den Ureinwohnern in den Tuffstein gehauen wurden
- Botanischer Garten Jardín Botánico Canario Viera y Clavijo (kurz: Jardín Canario) in Tafira Alta
- Kakteenpark Cactualdea bei San Nicolás de Tolentino (Westküste)
- Der Naturpark Bandama mit dem Explosionskessel Caldera de Bandama
- Der 80 m hohe Monolith Roque Nublo
- Der Ort Teror mit typischer kanarischer Architektur
- Der Ort Arucas mit imposanter Basaltsteinkirche
- Höhlen von Artenara
- Die Hauptstadt Las Palmas mit Hafengebiet und historischer Altstadt Vegueta
- Die Orte San Bartolomé de Tirajana und Fataga im Landesinneren